# Вајт Оук (Мисисипи)
Вајт Оук (енгл. White Oak) насељено је место без административног статуса у америчкој савезној држави Мисисипи.

## Демографија
По попису из 2010. године број становника је 692.
| Група             | 2000.    | 2010.       |
| Белци             | 0 (0,0%) | 10 (1,4%)   |
| Афроамериканци    | 0 (0,0%) | 674 (97,4%) |
| Азијати           | 0 (0,0%) | 1 (0,1%)    |
| Хиспаноамериканци | 0 (0,0%) | 3 (0,4%)    |
| Укупно            | 0        | 692         |